# Brachyramphus brevirostris
El mérgulo piquicorto o alcita de pico corto (Brachyramphus brevirostris) es una especie de ave caradriforme de la familia Alcidae encontrada en las aguas de Alaska y el este de Siberia. Al igual que el mérgulo jaspeado (Brachyramphus marmoratus), con el que está estrechamente relacionado, es clasificado como casi amenazada por la UICN.

## Descripción
Alcanza unos 25 cm de longitud y pesa 241 gramos en promedio. Tiene plumaje críptico durante la época de reproducción. El color del plumaje nupcial es marrón grisáceo, lo que refleja su hábito de cría a suelo desnudo cerca de campos de nieve. En el invierno adopta el plumaje blanco y negro típico de muchas aves marinas. El pico es más pequeño que el del mérgulo jaspeado.

## Distribución
Se reproduce y vive principalmente en las zonas costeras de Alaska, tanto en la parte continental en torno de Prince William Sound, la península de Kenai, como a lo largo de las islas Aleutianas. También anida en Siberia y, posiblemente, la isla de Wrangel.
Se alimenta cerca de la costa, en particular en las aguas que rodean los glaciares de marea. Se alimenta de larvas de peces, kril y otros pequeños animales del zooplancton. Los polluelos son alimentados con peces ligeramente más grandes llevados en el pico.

## Amenazas
Hasta 2014 era considerada en «peligro crítico» por la Unión Internacional para la Conservación de la Naturaleza (UICN), basado en una disminución dramática en cada sitio de estudios. Sin embargo, en 2014, la UICN lo colocó en la categoría de «casi amenazada», ya que estudios más recientes indican que los descensos parecen estar ocurriendo a un ritmo menos rápido de lo que se pensaba anteriormente; algunas poblaciones parecen estar estabilizándose o recuperándose ligeramente. Está amenazada por la pérdida de hábitat por el calentamiento global (ya que depende aparentemente de los glaciares en retroceso), molestias por los barcos y los derrames de petróleo. Se estima que el 10,5% de la población mundial murió durante el derrame de petróleo del Exxon Valdez.